# Nedašov
Nedašov település Csehországban, a Zlíni járásban. Nedašov Brumov-Bylnice, Nedašova Lhota és Návojná településekkel határos. Lakosainak száma 1351 fő (2024. január 1.).

## Népesség
A település lakosságának változását az alábbi diagram mutatja:
| Lakosok száma | 683  | 803  | 812  | 1215 | 1295 | 1388 | 1381 | 1383 | 1315 | 1351 |
|               | 1869 | 1900 | 1921 | 1961 | 1980 | 2011 | 2016 | 2019 | 2021 | 2024 |